# L'Éducation d'Achille
L'Éducation d'Achille est le deuxième tableau de la série La Vie d'Achille de l'atelier de Pierre Paul Rubens un carton de tapisserie datant des années 1630. Il est conservé au musée du Prado.

## Source mythologique
La légende veut que Thétis, la mère d'Achille, ait confié son fils au centaure Chiron, un centaure qui a initié de nombreux héros grecs aux enseignements les plus importants de l'époque, la musique, la médecine, l'équitation et la chasse étant les principales activités enseignées par cet être mythique. Dans ce cas, nous pouvons observer Achille dans une classe équestre, il est monté sur Chiron, bien qu'il ne faille pas seulement regarder cela, mais aussi différents détails autour du tableau qui allégorisent tous les enseignements de Chiron.

## Description et style
Sur les côtés de l'œuvre, il y a deux colonnes avec des visages, la première représente Asclépios, le dieu de la médecine, comme nous l'indique un petit serpent enroulé sur un bâton au pied de la colonne. De l'autre côté, on voit une belle femme avec une lyre dans les mains, il s'agit de l'une des neuf muses, on ne sait pas avec certitude de laquelle il s'agit, bien que plusieurs sources affirment qu'il s'agit de Calliope, muse de la poésie épique.
À l'arrière-plan, une lyre est suspendue à un arbre, représentant l'étape musicale de l'enseignement d'Achille, tandis que le même arbre abrite un couple de chiens qui se reposent à l'ombre. Au premier plan, un tableau de chasse expose divers éléments, un lièvre mort, un oiseau et divers instruments de chasse, tels qu'un arc et deux flèches, dissimulés sous la présence de deux cors de chasse.
Curieusement, Rubens a utilisé le groupe sculptural Le Centaure tourmenté par Cupidon comme base pour la pose d'Achille et de Chiron dans ce magnifique tableau. La sculpture se trouve aujourd'hui au musée du Louvre, mais lorsque l'artiste flamand a pu voir cette œuvre de ses propres yeux, il a pu l'observer et l'analyser dans la collection de Scipione Borghese, située à Rome.
Le traitement des contours et le style élégant de l'œuvre sont à mettre au crédit d'Erasmus Quellinus, l'un des principaux assistants de Rubens. Il a respecté chaque ligne directrice avec soin, donnant des tons très sombres aux zones les plus profondes du tableau et dotant les objets ou les créatures les plus importants d'une pleine lumière. Les deux termes, les guirlandes et les autres éléments architecturaux de l'étage supérieur sont peints dans des tons denses et clairs.
Cette œuvre est sans aucun doute l'une des plus importantes du peintre flamand, tant pour la grande histoire à laquelle le tableau fait allusion que pour les coups de pinceau minutieux qui sont si caractéristiques des peintures de Rubens.